# Łagiewniki

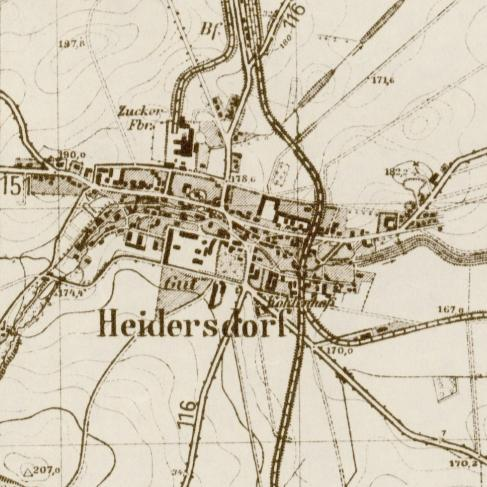
Heidersdorf auf einer Landkarte von 1939

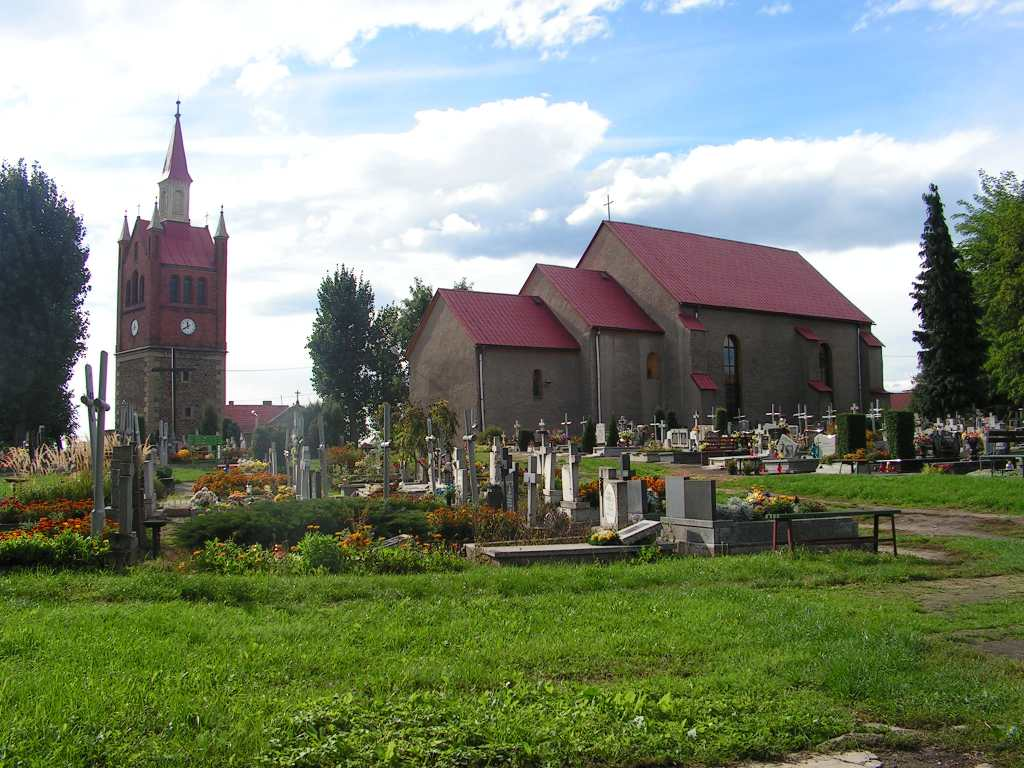
Friedhofskirche Unsere Liebe Frau von Tschenstochau, ursprünglich evangelische Pfarrkirche

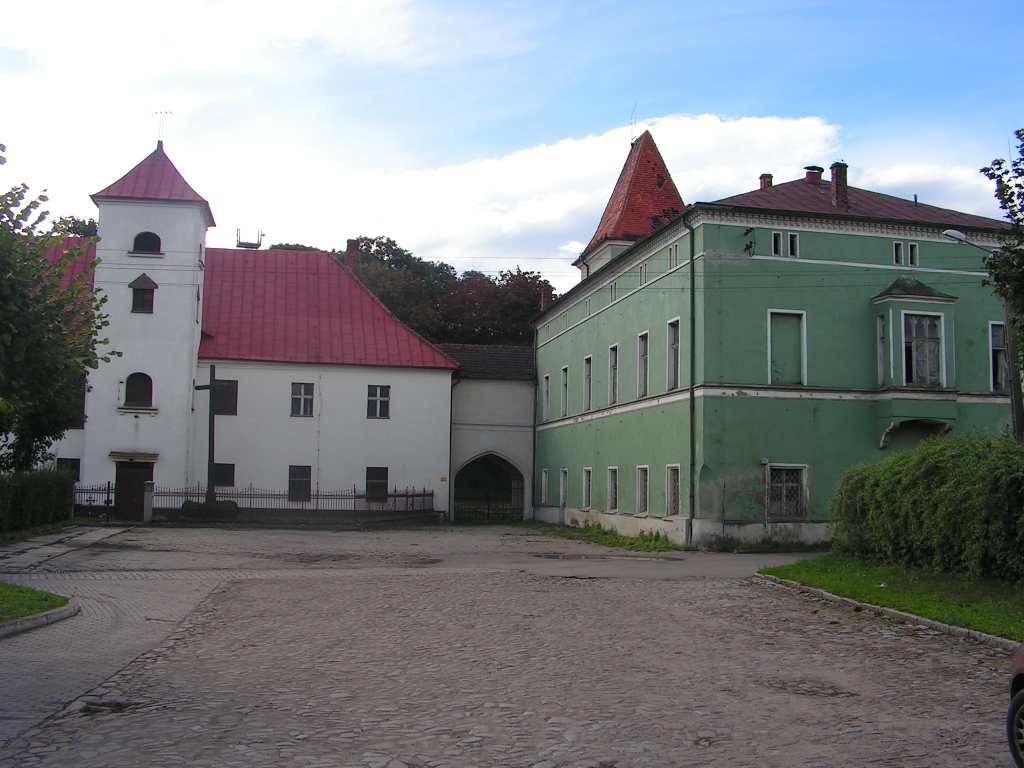
Katholische Pfarrkirche St. Joseph und rechts Schloss Heidersdorf

Łagiewniki (deutsch Heidersdorf, schlesisch Heederschdurf) ist ein Ort und Sitz der Landgemeinde Łagiewniki im Powiat Dzierżoniowski der Woiwodschaft Niederschlesien in Polen.

## Lage
Łagiewniki liegt etwa 23 km östlich von Dzierżoniów (Reichenbach) und 40 km südlich von Breslau.
Nachbarorte sind Ratajno (Panthenau) im Südwesten, Oleszna (Langenöls) im Nordwesten, Radzików (Rudelsdorf) im Norden, Sienice (Senitz) im Südosten, Białobrzezie (Rothschloß) im Osten.

## Geschichte
Vor dem 20. Jahrhundert aufgefundene heidnische Urnengräber auf dem Burgsberg und dem Pottlandsberg bei Heidersdorf, lassen auf eine Besiedlung des Gebietes seit der Jungsteinzeit schließen. Möglicherweise ging der heutigen Ortschaft eine slawische Vorgängersiedlung voraus, die im 13. Jahrhundert durch deutsche Siedler neu erschlossen wurde und zum Herzogtum Liegnitz gehörte. Die 1255 urkundlich erwähnte Scholtisei in villicus de Heidenrichsdorf verweist auf eine vor dieser Zeit geschehene Umsetzung nach deutschem Recht. In den Urkunden variiert die Schreibweise 1306 als Heynrichisdorf, 1368 als Heydinrici villa und 1370 als Heydinrichsdorff.
Nach der Teilung des Herzogtums Liegnitz gelangten Heidersdorf und Langenöls 1311 an das Herzogtum Brieg. Dessen Herzog Boleslaus III. schenkte Heidersdorf dem Zisterzienserkloster Leubus. 1312 wurde erstmals eine Kirche als „jus patronatus ecclesia in villa Heydenrichsdorf“ erwähnt. Während der Reformation wurde die Kirche im Jahre 1530 den evangelischen Gläubigen übertragen. Dies geschah mit allen Patronaten, Freiheit von Diensten, Fuhren, Lasten und Abgaben und später auch der obersten Gerichtsbarkeit. Wegen der während der Hussitenkriege angerichteten Schäden musste das Kloster Leubus die Dörfer verpfänden. Auf Anraten des Apostolischen Nuntius und Kardinals Carlo Carafa della Spina versuchte 1629 der Leubuser Prälat, die Kirche den „evangelischen Händen zu entreißen“. Wegen der Proteste der evangelischen Fürsten, der schlesischen Stände und des Herzogs Johann Christian von Brieg scheiterte das Vorhaben. Erst 1677 wurde die Kirche den Protestanten tatsächlich entzogen und 1707 restituiert. Nach dem Tod des Herzogs Georg Wilhelm, mit dem die Linie der Schlesischen Piasten erlosch, fiel Heidersdorf zusammen mit dem Herzogtum Brieg 1675 als erledigtes Lehen durch Heimfall an Böhmen zurück.
Nach dem Ersten Schlesischen Krieg fiel Heidersdorf mit dem größten Teil Schlesiens 1741/42 an Preußen. Die alten Verwaltungsstrukturen wurden aufgelöst und Heidersdorf in den Kreis Nimptsch eingegliedert. Nachfolgend erhielten die Katholiken die Kirche St. Joseph, die im Schloss eingerichtet wurde. 1843 erwarb das Gut für 48.000 Reichstaler der Leutnant a. D. Joseph Grun. 1845 zählte Heidersdorf 130 Häuser, ein herrschaftliches Schloss mit Vorwerk, eine Freischoltisei (vormals Malteserhof), 1250 Einwohner, davon 570 evangelisch, eine evangelische Kirche mit Pfarrwidum, eine evangelische Schule, eine katholische Kirche, eine katholische Schule, zwei Wassermühlen (Ober- und Untermühle), zwei Windmühlen, sieben Baumwollstühle, eine Brau- und Brennerei, und 47 Handwerker.
Die evangelische Pfarrkirche stand unter königlich-preußischem Patronat. Eingepfarrt war ausschließlich Heidersdorf. Die katholische Pfarrkirche stand unter königlich-preußischem und fürstbischöflichem Patronat. Bis zur Säkularisation in Preußen 1810 war sie vom Stift Leubus abhängig; danach wurde sie vom Staat dotiert. Eingepfarrt waren Heidersdorf, Langenöls und gastweise Pristram. Das Schulhaus wurde 1818 neu erbaut. Die ehemalige Salpetersiederei war später eine Freistelle, zu der ein Straßenkretscham gehörte. 1845 bestand Heidersdorf aus einem Haus mit elf evangelischen Einwohnern. 1874 wurde der Amtsbezirk Heidersdorf gebildet, zu dem neben der Landgemeinde Heidersdorf auch der gleichnamige Gutsbezirk gehörte. Nach der Auflösung des Kreises Nimptsch 1932 wurde Heidersdorf dem Landkreis Reichenbach/Eulengebirge eingegliedert.
Als Folge des Zweiten Weltkriegs fiel Heidersdorf 1945 mit dem größten Teil Schlesiens an Polen, nachfolgend wurde es in Łagiewniki umbenannt. Die deutschen Einwohner wurden – soweit sie nicht vorher geflohen waren – vertrieben. Die neu angesiedelten Bewohner waren teilweise Zwangsumgesiedelte aus Ostpolen, das an die Sowjetunion gefallen war. Nach 1945 wurde die evangelische Kirche zur katholischen Friedhofskirche bestimmt. Sie ist heute Hilfskirche der katholischen Pfarrei St. Joseph.

## Sehenswürdigkeiten
- Friedhofskirche Unsere Liebe Frau von Tschenstochau, erbaut im 15. Jahrhundert von den Zisterziensern, im 16. Jahrhundert von Protestanten übernommen.
- Pfarrkirche St. Joseph, erbaut im 18. Jahrhundert, ursprünglich ein Teil des Schlosses, das den Katholiken übergeben wurde.
- Schloss Heidersdorf, erbaut im 18. Jahrhundert

## Gemeinde
Die Landgemeinde Łagiewniki besteht aus folgenden Ortschaften (deutsche Namen) mit einem Schulzenamt:
| - Jaźwina (Langseifersdorf) - Ligota Wielka (Groß Ellguth) - Łagiewniki (Heidersdorf) - Młynica (Mellendorf) - Oleszna (Langenöls) - Przystronie (Pristram, 1937–1945 Breitental) - Radzików (Rudelsdorf) | - Ratajno (Panthenau) - Sieniawka (Lauterbach) - Sienice (Senitz) - Słupice (Schlaupitz) - Sokolniki (Wättrisch) - Stoszów (Stoschendorf) - Trzebnik (Trebnig) |

Weitere Ortschaften der Gemeinde sind Domaszów, Janczowice, Kuchary (Kuchendorf), Mniowice und Uliczno.

## Verkehr
Im Bahnhof Łagiewniki Dzierżoniowskie endete die Bahnstrecke Brzeg–Łagiewniki Dzierżoniowskie an der Bahnstrecke Kobierzyce–Piława Górna. Beide Strecken werden nicht mehr betrieben.

## Söhne des Ortes
- Hermann Bauch (1856–1924), Mundartdichter
- Heinar Kipphardt (1922–1982), Schriftsteller